# マラヤーラム語
マラヤーラム語（マラヤーラムご、മലയാളം, malayāḷam）は、南インドのケララ州などで話される言語である。インド憲法で認められている22の公用語のうちの一つであり、話者は約3,570万人。マラヤーラム語を話す人々はマラヤーリと呼ばれる。マラヤラム語と呼ばれることもある。

マラヤーラム語はドラヴィダ語族に属する。言語の基本構造と正書法は、ともにタミル語によく似ている。マラヤーラム語は、独自の文字マラヤーラム文字をもっている。

## 経緯
タミル語、コタ語 (Kota) 、コダヴァ語 (Kodava) 、カンナダ語およびマラヤーラム語は、ともにドラヴィダ語族の南ドラヴィダ語に属している。いずれも、タミル語への類似性はかなり顕著である。その中でもマラヤーラム語はタミル語に極めて近縁の言語であり、原タミル・マラヤーラム語、すなわちタミル・マラヤーラム語族からタミル語とマラヤーラム語へ分離したのは、9世紀から400～500年間のように見える。初期のマラヤーラム語は、当時は方言関係にあった初期タミル語から多大な影響を受けた。このことから、マラヤーラム語はタミル語の妹と言われる。その後、不可抗力的なナンブーディリによるケララへの文化的生活への侵入、アラブ人との交易、北インドのイスラーム化に伴う南インドでのヒンディー意識の高揚とそれによるサンスクリット使用の増加、ポルトガルによる侵略などを経て、マラヤーラム語はインド・アーリア語派、セム語派、ロマンス語などから、タミル語とは異なるレベルの影響を受けた。この点はドイツ語と英語の関係に似ている。
このことからきわめて近縁な言語でありながら、タミル語との意思疎通はそれほど容易ではない。言語学的に見ても同一言語の方言とは言いがたい面がある。
ケララ州とラクシャドウィープは、世界中で唯一マラヤーラム語が主言語となっている地域である。
マラヤーラム語の口語の文法は、次のサイトで見ることができる。

## 文学の発展
マラヤーラム語が書かれた最も初期の記録としては、vazhappalli碑文（概ね紀元後830年）がある。マラヤーラム語の初期の文字は、次の三つの特徴から構成された。
- タミルに伝わる、/Pattu/と呼ばれる古い歌
- マラヤーラム文字にサンスクリットの特徴を埋め込むこととなった、/Manipravalam/と呼ばれる伝説
- 原住民による豊富な民謡

マラヤーラム語で書かれた散文で、現存する最も古いものは、チャナークヤ（Chanakya）のアルササストラ、Bhashakautaliyam（12世紀）に対する、マラヤーラム語による単なる注釈である。異なる時点で書かれたマラヤーラム語の散文は、その時々における、他の言語から受けたさまざまレベルの影響を示している。前述のタミル語・サンスクリットのほか、プラークリット、パーリ語、ヘブライ語、ヒンディー語、アラビア語、ペルシャ語、ポルトガル語、オランダ語、フランス語そして英語。近代の文学は、詩、フィクション、ドラマ、伝記及び文学評論に富んでいる。
20世紀の作家ピライの作品には、いくつかの日本語訳がある。

## 文字
円形文字（en:Vatteluttu）であるグランタ文字（Grantha）は9世紀にまで遡る。これを元とした汎インド・ブラーフミー文字が、マラヤーラム文字体系の起源である。この文字体系では、一続きになった文字要素は文節として読まなければならないが、個々の母音と子音を表す要素は容易に識別可能である。1960年代にマラヤーラム文字は、それほど頻繁に結合しない子音の特別文字と、母音/u/と結合するそれぞれの子音を分配した。
現在のマラヤーラム文字は、20文字の長母音・短母音・休止子音を含む53文字からなっている。初期の形式の記述は、1981年から新しい形式の記述と置き換えられた。この新しい文字体系は、900種類近くあった活字を90種類以下にまで少なくした。この体系移行は、タイプライターやコンピュータのキーボードでマラヤーラム語を打ちやすくするために行われた。
1999年には、ChitrajakumarとK.H. Husseinが率いるRachana Akshara Vediと呼ばれるグループが、完全な文字のレパートリーを網羅した、900文字以上のフリーなフォントを開発した。同年には、ケララ州の首都ティルヴァナンタプラム(トリヴァンドラム)で、エディタとともにリリースされた。2004年にはこのフォントが、ケララ州コチ（Kochi）のコーチン（Cochin）科学技術大学から、GNU GPLライセンスでリリースされた。

## 言語変化及び他言語の影響
イントネーションの種類・語彙・文法のばらつき・音韻変化は、地域、共同体、職業、社会階級、流行および記述で観察することができる。サンスクリットからの影響はマラヤーラム語全体で大きいが、高位カーストの方言で特に顕著である。また、少なくともハリジャン方言では、他のインド系言語の影響が強い。クリスチャン方言（マランカラ正教会）では、英語、シリア語（ガルシュニ）、ラテン語、ポルトガル語からの借用語が多く、ムスリム（イスラム教教徒）方言では、アラビア語およびウルドゥー語（ヒンドゥスターニー語）からの借用語が多い。
マラヤーラム語は、サンスクリットから何千もの名詞、何百もの動詞、いくつかの語尾変化を借用している。いくつかの基本語彙はサンスクリットからマラヤーラム語へそのまま使われている。インドの他の地域と同様に、サンスクリットは貴族階級や学校教育が使う言語と見なされる。ちょうど、ヨーロッパにおけるラテン語の地位に似ている。
マラヤーラム語の話者の2%を占めるナンブーディリ方言においては、サンスクリットの影響は多大に制限されている。同時に、ポルトガル語とアラビア語の借用も制限されているが、数の点ではサンスクリットの方が少ない。